# デイヴィッド1世 (スコットランド王)
デイヴィッド1世（David I, 1084年頃 - 1153年5月24日）は、スコットランド王（在位：1124年 - 1153年）。マルカム3世と2番目の王妃マーガレットの六男。ダンカン2世の異母弟、エドワード、エドマンド、エドガー、エゼルレッド、アレグザンダー1世、イーディス（マティルダ）、メアリーの同母弟に当たる。カトリック教会の聖人。

## 生涯
母のお気に入りだったデイヴィッドは兄達と同様イングランドで育ち、ノルマン風の教育を受け、ノルマン人の青年達と親しく交わった。1107年（または1113年、1114年とも）に、ノーサンブリア伯・ハンティンドン伯ワルセオフとイングランド王ウィリアム1世の姪ジュディスとの娘で、ヘンリー1世の従姪でもあるハンティンドン女伯モード（マティルダ）と結婚した。この結婚でハンティンドンシャー・ノーサンプトンシャー・ケンブリッジシャー・ベッドフォードシャーといったイングランド中部を領有するイングランド貴族となり、長姉イーディスがヘンリー1世の妃ということでイングランド王家（ノルマン朝）と二重の姻戚関係で結ばれた。
1112年にヘンリー1世からイングランド北部でスコットランドに近いカンブリアの長官に任命され、カーライルに着任した。この地に住む反抗的なカンブリア人の服従を期待した上での任命で、デイヴィッドはノルマン人の力を借りてカンブリアを抑えたばかりか、スコットランド南西部のギャロウェイも抑えたことで、兄のアレグザンダー1世にも重用されフォース川以南地方長官も兼ねた。
イングランド・スコットランド両国の王に仕えながら政治を学ぶ日々を送ったが、1124年に兄が世継ぎを残さずに死去したため、王位を嗣いだ。イングランド育ちだったことから親イングランド政策を採り、イングランド封建制度を積極的に導入、イングランドで知り合ったノルマン人の友人達をスコットランドに招き、要職につけた。その中にはブルース家・ベイリャル家・スチュワート家など後に王家となる家系も含まれ、彼等に土地を与え封建的土地所有制度の確立に尽くした。中央・地方政府の整備も進め、最高長官としてスコットランド式部長官、スコットランド大法官、スコットランド大司馬を設置して中央政府の最高責任者として司法・行政における権限を与え、地方行政・司法も中央政府の下部機構に置かれた法務官・地方執行官に当たらせた。こうして、デイヴィッド1世は司法・行政などをノルマン流に改革し、王権の強化に努めた。また、ノルマン人により、石城建築がスコットランドにもたらされた。
イングランドに所領がある関係でスコットランド王でありながらイングランド王の封臣でもあるため、1127年にヘンリー1世の娘で自身の姪に当たるマティルダへ忠誠を誓った。1135年からイングランドでスティーブンとマティルダの間に王位争い（無政府時代）が起こるとそれに介入、1136年にマティルダ支持を宣言してイングランド領に攻め込み、カーライル、ニューカッスルを占領、第1次ダラム条約でカーライルを確保した。1138年にスタンダードの戦いでスティーブンに敗れ、いったんはカーライル、ニューカースルを失ったものの、1139年の第2次ダラム条約でスティーブンと和睦した結果、ノーサンバーランド、カンバーランドなどの支配権を獲得した。1149年に大甥アンリ（マティルダの子、後のヘンリー2世）を騎士に叙任した時、ウェストモーランドも加えた3州の領有を認められ、内乱を通じてイングランド北部を支配下に置いた。この時にイングランドより得たカーライルの貨幣鋳造所により、スコットランドで初めてコインを鋳造、これによりスコットランドでコインが流通し、かねてから度量衡統一と自由都市や市場を次々と開設したことも相まって経済が発展した。
宗教政策においても、司教区を整備し、教育を通じた人材育成を図り教会や修道院を建設するなど改革を進めたため、スコットランド国内にキリスト教が広く普及した。また、スコットランド化した古英語（スコットランド語）が共通語として通じるようになった。
デイヴィッド1世の統治した時代、スコットランドは国家と呼ぶにふさわしい国に仕立て上げられ、デイヴィッド1世は最初の偉大な王と呼ばれることになった。1153年5月24日、カーライルで没した。息子のハンティンドン伯ヘンリーに先立たれていたため、王位は孫でヘンリーの2人の息子マルカム4世、次いでウィリアム1世の兄弟が継いだ。

## 子女
1107/14年に、ノーサンブリア伯・ハンティンドン伯ワルセオフとイングランド王ウィリアム1世の姪ジュディスとの娘であるハンティンドン女伯モード（マティルダ）と結婚し、以下の子女をもうけた。
- マルカム（1113年 - ?） - 夭折
- ヘンリー（1114年 - 1152年） - ハンティンドン伯・ノーサンブリア伯。父に先立って死去。マルカム4世、ウィリアム1世の父。